# Генрик Збєжховський
Генрик Збєжховський (пол. Henryk Zbierzchowski; 19 листопада 1881, Львів — 6 листопада 1942, Криниця) — польський поет, прозаїк, драматург, пісняр-сатирик, співробітник львівської преси: редактор (у 1920—1926) сатиричного тижневика «Щиголь» (пол. Szczutek), ведучий власної рубрики «Що сказав Немо» у газеті «Gazeta Poranna». Двоюрідний брат Олександра Бучацького.

## Біографія
Народився у Львові в «музичній» родині: батько Владислав — піаніст, композитор, музикознавець, мати Анна (Флоріана; з Бучацьких) — відома оперна співачка. За освітою юрист, мав довголітню посаду урядовця відділу фінансів Львівського магістрату. Видав понад 40 книжок. Відомий насамперед як автор величезної кількості віршів легкої лірики, які публікувалися впродовж кількох десятиріч не тільки у збірках, але й у багатьох газетах, як типові «одноденки». Генрик створив цілу школу легкої сатиричної літератури, у великій мірі львівським «балаком». Особливу прихильність львів'ян Збєжховський здобув своїми віршами, присвяченими улюбленому місту.
Належав до найпопулярніших постатей міжвоєнного Львова. Двічі був удостоєний престижних літературних нагород: 1928 року — Літературної премії міста Львова і 1938 — Золотого Лаврового вінця Польської академії літератури.
Збєжховський свідомо творив свій образ богемного поета. Ще у своїй ранній повісті «Художник» (1907) він зобразив типового цигана, який носив довге волосся, великого капелюха, найбільше любив абсент, каву та сигарети і при кожній нагоді дискутував про мистецтво, якому служив усією душею.
Вивчав право у Львівському університеті. Вже 1898 року, коли йому було 17 років, Генрик друкував свої вірші в краківському журналі «Życie», редактором якого був Станіслав Пшибишевський. В 1900 вийшла перша збірка під назвою Impresje. В 1906–1910 роках працював в редакції часопису Nasz Kraj і «був народним поетом львівським» Gazety Porannej. В роках 1920–1926 був редактором львівського сатиричного тижневика Szczutek.
Помер Генрик Ґжимала-Збєжховський у листопаді 1942 року в Криниці, на своїй улюбленій віллі «Немо», якою володів з 1928 року. На руках трьох жінок: дружини, доньки й онуки. Збєжховський був тісно пов'язаний з Криницею, проводив тут вакації, був у цих околицях знаним і шанованим. У Львові, у Вірменському Соборі, над «процесійними» дверима, з лівого боку, де є фрески відомого художника-монументаліста Яна Генрика Розена «Смерть св. Катерини Олександрійської», можна побачити його обличчя. Художник змалював з Генрика Збєжховського одного з ангелів.

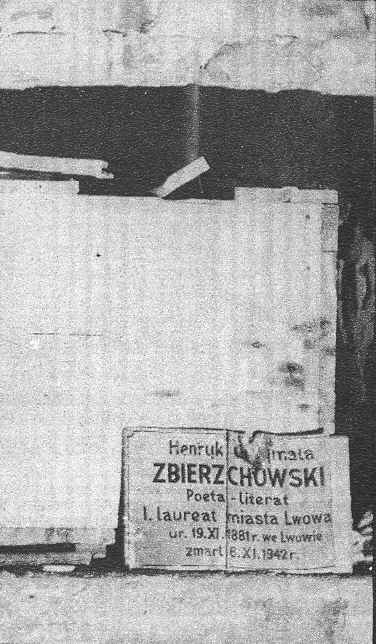
Могила Генріка Збєжховського у Криниці

## Ресторан «Атляс» і панна Францішка
Останній представник «молодопольської» богеми, Генрик Збєжховський був душею товариства, яке збиралося в ресторані «Атляс» на площі Ринок, 45. Тут Генрик Збєжховський проводив більшість свого часу і навіть поставив своєрідний рекорд — пиячив, не виходячи з кнайпи, 72 години, тобто три доби. І саме тут народилось безліч тих віршів і статей, які хлопчик-кур'єр просто з ресторану доносив до редакцій львівських газет. Саме в «Атлясі» народжувалися на світ його шлягери винятково інтимного змісту, які жили якийсь час у репертуарі польського кабаре. Музику до них писав, зокрема, відомий львівський композитор легкої музики Збігнєв Ліпчинський і сам поет. Часто в ресторані, написавши чергового вірша, він сідав за «атлясовий» фортеп'ян, щоби відразу при власному акомпонементі явити свою нову пісеньку. Неодмінними слухачами були колеги-митці, його приятель, власник «Атлясу», Едзьо Тарлєрський та поет-«молодомузівець» Степан Чарнецький. Зрідка зустрічі проводились і на затишній віллі панства Збєжховських на вулиці Пісковій, 15, у товаристві дружини Геня — популярної естрадної співачки Ірени (Задора). Можливо, саме при такій зустрічі і народилась одна із найвідоміших львівських «батярських пісень» — балада про панну Францішку (у наш час відома у виконанні Віктора Морозова). Це свого роду історія про львівських Ромео і Джульєтту. Сюжет з панною Францішкою був надзвичайно популярний, за нього сперечалися навіть різні львівські райони. На Клепарові співали: «На Кліпарові за рогатками», на Личакові «На Личакові за рогатками».

## Творчість
- Вірші:
  - Impresje (1900)
  - Baśnie (1906)
  - Rzeczy wesołe (1918), під псевд. «Nemo»
  - Żongler. Rzeczy wesołe i smutne (1922)
  - Erotyki (1923)
  - Ogród życia (1935)
- Повісті, новели:
  - Przed wschodem słońca (1903)
  - Na złotej przełęczy (1904)
  - Malarze (1907)
  - Grający las i inne nowele (1908)
  - Literat (1909)
  - Pająk i inne nowele (1911)
  - Stepowa panienka (1912)
  - Anioły płaczą (1913)
  - Diabelska przełęcz (1917)
  - Człowiek o dwu twarzach (1919)
  - Oczyma dziecka. Opowiadania wierszowane dla dzieci i młodzieży (1921)
  - Śmierć czy miłość (1923)
  - W paryskim wirze (1929)
  - Kariera pana Franciszka (1939), повість (нова версія Człowieka o dwu twarzach)
- Piosenki kabaretowe (1912),
- Płomienie. Pieśni wojenne o Legionach Polskich (1916)
- Nowe piosenki kabaretowe (1919)
- Nowe piosenki żołnierskie (1920)
- Драматичні твори:
  - Kobieta bez twarzy (1913)
  - Małżeństwo Loli (1916), комедія
  - Budienny idzie… (1921), водевіль
  - Kłopoty pana Złotopolskiego (1922), фарс
  - Pojedynek (1922), комедія
  - Zawsze wierny, Widowisko z przeszłości Lwowa (1922)
  - Serce Matki albo przygody Tomcia Palucha (1926), казка
  - Czarodziej (1928)
  - Orlęta (1928)
  - To możesz opowiadać swojej babci (1929), ревю
  - Biały Orzeł (1931), комедія
  - Czapka niewidka i pałeczka nieruchomka (1932), казка
  - Porwana narzeczona (1933), водевіль
  - Złota rybka (1933), казка
  - Imieniny wodza (1937)
  - Szczęście Gzymsa (1937), комедія
- лібрето, сатири.

Про творчість Генрика Збєжховського в 2000 році була видана книжка «Pisarz wobec koniunktury. Twórczość literacka Henryka Zbierzchowskiego» авторства Вітольда Ващука.